# نوئمی لنوآر
نوئمی لنوآر (به انگلیسی: Noémie Lenoir) (زاده ۵ ژانویه ۱۹۷۹) بازیگر و مدل فرانسوی است.
از فیلم‌های معروف او می‌توان به بازی در فیلم آستریکس و اوبلیکس: ماموریت کلئوپاترا، بدل اشاره کرد.